# اريك شون
اريك شون (بالإنجليزية: Eric Shawn)‏ هو صحفي أمريكي، ولد في 12 مارس 1957 في نيويورك في الولايات المتحدة.